# Acanthaspis
Acanthaspis es un género de la familia de las chinches asesinas (Reduviidae). 
Los miembros de este género se caracterizan por disfrazarse uniendo pedazos de escombros para ayudar a camuflarse.

## Lista de especies
Si bien se conocen gran cantidad de especies, una lista parcial de éstos es brindada a continuación:
- Acanthaspis alagiriensis Murugan & Livingstone, 1994
- Acanthaspis angularis Stål, 1859
- Acanthaspis annulicornis Stål, 1874
- Acanthaspis apicata Distant, 1903
- Acanthaspis biguttula Stål, 1863
- Acanthaspis bistillata Stål, 1858
- Acanthaspis bombayensis Distant, 1909
- Acanthaspis carinata Murugan & Livingstone, 1994
- Acanthaspis cincticrus Stål, 1859
- Acanthaspis concinnula Stål, 1863
- Acanthaspis coprologus (Annandale, 1906)
- Acanthaspis coranodes Stål, 1874
- Acanthaspis flavipes Stål, 1855
- Acanthaspis fulvipes (Dallas, 1850)
- Acanthaspis gulo Stål, 1863
- Acanthaspis helluo Stål, 1863
- Acanthaspis laoensis Distant, 1919
- Acanthaspis lineatipes Reuter, 1881
- Acanthaspis livingstonei Vennison & Ambrose, 1988
- Acanthaspis luteipes Walker, 1873
- Acanthaspis maculata Distant, 1910
- Acanthaspis megaspila Walker, 1873
- Acanthaspis micrographa Walker, 1873
- Acanthaspis minutum Livingstone & Murugan, 1988
- Acanthaspis nigricans Ambrose, 1994
- Acanthaspis nigripes Livingstone & Murugan, 1988
- Acanthaspis obscura Stål, 1855
- Acanthaspis pedestris Stål, 1863
- Acanthaspis pernobilis Reuter, 1881
- Acanthaspis petax Stål, 1865
- Acanthaspis philomanmariae Vennison & Ambrose, 1988
- Acanthaspis pustulata Stål, 1874
- Acanthaspis quinquespinosa (Fabricius, 1781)[4]
- Acanthaspis rama Distant, 1902
- Acanthaspis ruficeps Hsiao, 1976
- Acanthaspis rugulosa Stål, 1863
- Acanthaspis sexguttata (Fabricius, 1775)
- Acanthaspis siruvanii Livingstone & Murugan, 1988
- Acanthaspis siva Distant, 1902[5]
- Acanthaspis subrufa Distant, 1903
- Acanthaspis tavoyana Distant, 1903
- Acanthaspis tergeminia Burmeister, 1835
- Acanthaspis trimaculata Reuter, 1887
- Acanthaspis unifasciata (Wolff, 1804)
- Acanthaspis variegata Distant, 1874